# Bam
Bam este un oraș din Iran.